# گوردون، آلپ-ماریتیم
گوردون، آلپ-ماریتیم (به فرانسوی: Gourdon) یک کمون در فرانسه است که در Canton of Le Bar-sur-Loup واقع شده‌است.

## خصوصیات
گوردون ۲۲٫۵۳ کیلومترمربع مساحت و ۴۵۳ نفر جمعیت دارد.